# Amanecer en Isawa en la provincia de Kai
Amanecer en Isawa en la provincia de Kai (甲州伊沢暁 Kōshū Isawa no Akatsuki?) es una estampa japonesa de estilo ukiyo-e obra de Katsushika Hokusai. Fue producida entre 1830 y 1832 como parte de la célebre serie Treinta y seis vistas del monte Fuji, a finales del período Edo. La obra representa el comienzo de un día rutinario, con la salida del sol y los viajeros avanzando en una larga y cansada travesía.

## Escenario
Isawa era un pequeño pueblo a orillas del río Fuefuki que en la actualidad forma parte de la ciudad de Fuefuki, justo al este de Kōfu, en la prefectura de Yamanashi. En el período Edo, Isawa era una parada en la Kōshū Kaidō, una ruta que va de Edo a Kōshū y al lago Suwa. En esta impresión, Hokusai representa la villa con muchas posadas y restaurantes para los viajeros. Mientras algunos ya están encaminados antes del amanecer, otros están ocupados con los preparativos. Al igual que en muchos grabados de la serie, el autor representa una comparación entre el monte Fuji y el monte Hōrai en la isla de la inmortalidad de la mitología china. De este modo, muestra el volcán desde la distancia, «separado del mundo humano por una densa niebla».

## Descripción
Grabado en madera (nishiki-e) a partir de tinta y color sobre papel en formato ōban, muestra el amanecer sobre el horizonte, de forma que ilumina el cielo con un tono rojizo. Los viajeros portan sombreros redondos y algunos cargan fardos o van a caballo. Avanzan hacia la derecha de la imagen, entre calles oscuras flanqueadas por casas con techos de paja. El séquito anda hasta el puente que termina en el río Fuefuki. Al fondo, los pies del monte Fuji están cubiertos por bosques y un puente de color oscuro. La impresión busca representar el inicio de un día normal. Este es uno de los diez grabados añadidos a las Treinta y seis vistas del monte Fuji, que se caracterizan por mostrar a la montaña «de espaldas», desde su cara norte.